# Rodrigo Seiji
Rodrigo Seiji Sirichuk (* 1986 in Curitiba) ist ein professioneller brasilianischer Pokerspieler. Er gewann 2022 das Super High Roller der European Poker Tour und 2023 ein Bracelet bei der World Series of Poker Online.

## Pokerkarriere
Seiji spielt auf der Onlinepoker-Plattform GGPoker unter seinem echten Namen und nutzt bei PokerStars den Nickname seijistar.
Seine erste Geldplatzierung bei einem Live-Pokerturnier erzielte Seiji Mitte Mai 2010 beim Main Event der Brazilian Series of Poker (BSOP) in seiner Heimatstadt Curitiba. Im Juni 2010 war er erstmals bei der World Series of Poker im Rio All-Suite Hotel and Casino in Paradise am Las Vegas Strip erfolgreich und kam bei einem Turnier der Variante No Limit Hold’em in die Geldränge. Ende Oktober 2011 saß der Brasilianer beim BSOP-Main-Event in Curitiba am Finaltisch und belegte den mit umgerechnet rund 17.000 US-Dollar dotierten sechsten Platz. Anschließend blieben für viele Jahre größere Turniererfolge aus. Bei den partypoker Millions South America in Punta del Este erreichte er im Februar 2020 zwei Finaltische und sicherte sich Preisgelder von knapp 200.000 US-Dollar. Als aufgrund der COVID-19-Pandemie die Live-Pokerturnierszene ab März 2020 fast vollständig zum Erliegen kam, erzielte Seiji auf partypoker zwei Geldplatzierungen beim Main Event der World Poker Tour und kam bei der auf GGPoker ausgespielten World Series of Poker Online (WSOPO) 2020 siebenmal und 2021 achtmal ins Geld. Mitte März 2022 gewann er bei der European Poker Tour (EPT) in Prag ein Mystery Bounty mit einem Hauptpreis von über 240.000 Euro. Zwei Monate später wurde der Brasilianer beim EPT High Roller in Monte-Carlo Sechster und erhielt knapp 200.000 Euro. Bei der WSOPO 2022 beendete er das Super Million$ High Roller als Siebter und wurde mit mehr als 200.000 US-Dollar prämiert. Im Dezember 2022 entschied Seiji bei der EPT in Prag ein Mystery Bounty mit einer Siegprämie von knapp 100.000 Euro für sich. Fünf Tage später gewann er auch das Super High Roller der Turnierserie und sicherte sich aufgrund eines Deals mit Sergio Aido sein bislang höchstes Preisgeld von über 770.000 Euro. Im August 2023 erzielte der Brasilianer bei der Triton Poker Series in London zwei Geldplatzierungen, die ihm Preisgelder von mehr als 300.000 US-Dollar einbrachten. Bei der WSOPO 2023 setzte er sich beim Abschlussturnier auf GGPoker durch und erhielt ein Bracelet sowie über 75.000 US-Dollar.
Insgesamt hat sich Seiji mit Poker bei Live-Turnieren mehr als 2 Millionen US-Dollar erspielt.